# La mosca muerta
«La mosca muerta» es una canción interpretada por el grupo español Alaska y Dinarama, incluida en su cuarto álbum de estudio, Fan fatal (1989). La compañía discográfica Hispavox la publicó como el cuarto y último sencillo del disco en octubre de 1989, aunque el lanzamiento se limito únicamente en formato de siete pulgadas.
Para esta canción no se llegó a realizar ningún vídeo musical, dado que, en ese momento, el grupo ya se encontraba prácticamente disuelto. Por otro lado, Alaska y Nacho a finales de octubre ya se hallaban inmersos en la formación de lo que con el tiempo se conocería como Fangoria.

## Antecedentes y composición
Cuando Alaska, Canut y Carlos Berlanga se hallaban inmersos en la elaboración de su cuarto álbum, Fan fatal, incorporaron versiones de otros grupos como Los Vegetales, Parálisis Permanente, Aviador Dro, entre otros. «La mosca muerta» fue escrita por Nacho Canut, Juan Carlos Aured y Bazoka Nut, originalmente para el grupo paralelo a Dinarama, Los Vegetales. 
«La mosca muerta» es principalmente una canción rock and roll, que incorpora elementos del hard rock y el rock alternativo.

## Publicación
«La mosca muerta» representó el último lanzamiento de Alaska y Dinarama. Las compañías Hispavox y EMI Capitol lo publicaron en octubre de 1989 como cuarto y último sencillo del álbum, tras «Mi novio es un zombi», «Quiero ser santa» y «Descongélate». El lanzamiento se limitó a España y México, donde fue el segundo sencillo, dado que «Quiero ser santa» y «Descongélate» no estuvieron disponibles en ese país. Esta última figuró como lado B en el vinilo de 7".

## Lista de canciones y formatos
| Sencillo de 7" |                   |          |  |
| N.º            | Título            | Duración |  |
| 1.             | «La mosca muerta» | 2:02     |  |

| Sencillo de 7" |                   |          |  |
| N.º            | Título            | Duración |  |
| 1.             | «La mosca muerta» | 2:02     |  |
| 2.             | «Descongélate»    | 3:58     |  |